# Wasyly Fedak
Wasyly (ukrainisch Василій, säkularer Name: Василь Васильович Федак Wassyl Wassylowytsch Fedak; * 1. November 1909 in Kadubiwzi, Herzogtum Bukowina, Österreich-Ungarn; † 10. Januar 2005 in Winnipeg, Kanada) war ein ukrainisch-orthodoxer Metropolit und Primas.

## Leben
Wasyly Wassylowytsch Fedak kam in Kadubiwzi in der heutigen ukrainischen Oblast Tscherniwzi zur Welt.
Seine Familie kam im Mai 1912 nach Kanada und ließ sich in Dorf Sheho in Saskatchewan nieder, wo Fedak seine Schulbildung und seine Lehrerausbildung erhielt.
Er heiratete 1932 und war bis 1941 als Lehrer an ländlichen Schulen in der Provinz Saskatchewan, wo viele ukrainische Auswanderer lebten, beschäftigt.
Ab 1941 studierte er am theologischen Seminar. Am 27. September 1944 wurde er zum Diakon und am 1. Oktober 1944 zum Priester geweiht, woraufhin er als Pfarrer in den Provinzen Manitoba und Ontario diente. Seit 1951 war er Rektor der Kathedralengemeinde St. Vladimir in Hamilton, in der er 29 Jahre lang tätig war. 1976 starb seine Frau Paraskevia, mit der er drei gemeinsame Kinder hatte: Eugene, Yaroslav und Emil.
1977 wurde er zum Protopresbyter ernannt und 1978 wurde er beim außerordentlichen Rat der Ukrainischen Griechisch-Orthodoxen Kirche in Kanada zum Bischof gewählt.
Nach dem Tod des Metropoliten Andrei (Metiuk) wurde er am 15. Juli 1985 zum Primas der ukrainischen griechisch-orthodoxen Kirche in Kanada gewählt: Metropolit von Winnipeg und ganz Kanada.
Unter der Führung von Metropolit Wasyly trat die Ukrainische Orthodoxe Kirche in Kanada am 1. April 1990 in die Jurisdiktion des Patriarchen von Konstantinopel ein und war damit in voller Gemeinschaft mit der universellen Orthodoxie. Der Metropolit unternahm große Anstrengungen, um die ukrainisch-orthodoxen Kirchen zu vereinen – 1995 wurde auf seine Initiative eine ständige Konferenz der ukrainisch-orthodoxen Bischöfe außerhalb der Ukraine eingerichtet.

## Auszeichnungen
- 1992: 125th Anniversary of the Confederation of Canada Medal
- 1993: Officer of the Order of Canada[1]